# Seznam navarrských králů

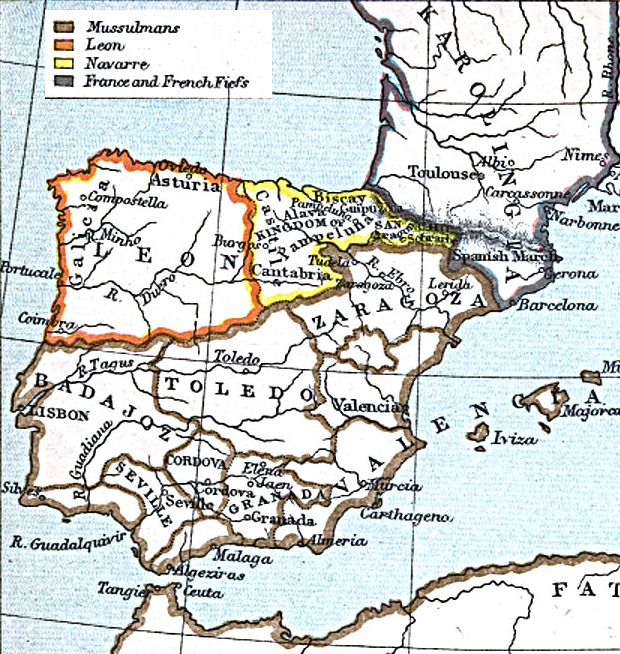
Království za Sancha III. (rok 1030 – žlutá barva)

Seznam navarrských králů zahrnuje chronologicky řazené panovníky Navarrského království, které se rozkládalo na Pyrenejském poloostrově.

## Dynastie Arista-Íñiga
| Portrét | Jméno                | Narození – úmrtí | Období vlády od – do | Rodiče                          | Poznámky |
| ------- | -------------------- | ---------------- | -------------------- | ------------------------------- | -------- |
|         | Iñigo Iñiguez Arista | 781–852          | asi 824 – 852        | Íñigo Jiménez                   |          |
|         | García Íñiguez       | asi 805 – 870    | 852–870              | Íñigo Arista                    |          |
|         | Fortún Garcés        | 882–905          | 870–905              | García Íñiguez Urraca Aragonská |          |

## Dynastie Jimenez
| Portrét | Jméno               | Narození – úmrtí | Období vlády od – do | Rodiče                                  | Poznámky                                                       |
| ------- | ------------------- | ---------------- | -------------------- | --------------------------------------- | -------------------------------------------------------------- |
|         | Sancho I. Garcés    | asi 865 – 925    | 905 – asi 925        | García Jiménez                          |                                                                |
|         | García III. Sánchez | asi 919 – 970    | asi 925 – 970        | Sancho I. Garcés Toda Navarrská         | také hrabě aragonský (943–970)                                 |
|         | Sancho II. Garcés   | asi 935 – 994    | 970–994              | García III. Sánchez Andregoto Galíndez  | také hrabě aragonský (943–994)                                 |
|         | García IV.          | ?–1000           | 994–1000             | Sancho II. Garcés Urraca Fernández      | také hrabě aragonský (994–1000)                                |
|         | Sancho III. Velký   | asi 985 – 1035   | 1000–1035            | García IV. Jimena Fernández             | také hrabě aragonský (1000–1035) a hrabě kastilský (1029–1035) |
|         | García V. Sánchez   | po 1020 – 1054   | 1035–1054            | Sancho III. Velký Munia Kastilská       |                                                                |
|         | Sancho IV.          | 1040–1076        | 1054–1076            | García V. Sánchez Estefanie Barcelonská |                                                                |
|         | Sancho V. Ramírez   | 1042–1094        | 1076–1094            | Ramiro I. Aragonský Gilberga            | také král Aragonie (1063–1094)                                 |
|         | Petr I.             | 1068–1104        | 1094–1104            | Sancho V. Ramírez Isabela z Urgellu     | také král Aragonie (1094–1104)                                 |
|         | Alfons I.           | 1073–1134        | 1104–1134            | Sancho V. Ramírez Felicia z Roucy       | také král Aragonie (1104–1134)                                 |
|         | García VI. Ramírez  | asi 1112 – 1150  | 1134–1150            | Ramiro z Monzonu Christina z Vivaru     |                                                                |
|         | Sancho VI.          | 1133–1194        | 1150–1194            | García VI. Ramírez Markéta z Aigle      |                                                                |
|         | Sancho VII.         | 1154–1234        | 1194–1234            | Sancho VI. Sancha Kastilská             |                                                                |

## Dynastie Champagne
| Portrét | Jméno        | Narození – úmrtí | Období vlády od – do | Rodiče                                      | Poznámky |
| ------- | ------------ | ---------------- | -------------------- | ------------------------------------------- | --- |
|         | Theobald I.  | 1201–1253        | 1234–1253            | Theobald III. ze Champagne Blanka Navarrská | také jako Theobald IV. hrabě ze Champagne (1201–1253)                                                                     |
|         | Theobald II. | 1237–1270        | 1253–1270            | Theobald I. Markéta Bourbonská              | jako Theobald V. hrabě ze Champagne (1253–1270)                                                                           |
|         | Jindřich I.  | 1244–1274        | 1270–1274            | Theobald I. Markéta Bourbonská              | jako Jindřich III. hrabě ze Champagne (1253–1270)                                                                         |
|         | Johana I.    | 1273–1305        | 1274–1305            | Jindřich I. Blanka z Artois                 | také hraběnka ze Champagne (1274–1305) a francouzská královna (1285–1305), manžel Filip IV. vládl jako Filip I. Navarrský |

## Kapetovci
| Portrét | Jméno              | Narození – úmrtí | Období vlády od – do | Rodiče                          | Poznámky                                                                          |
| ------- | ------------------ | ---------------- | -------------------- | ------------------------------- | --------------------------------------------------------------------------------- |
|         | Ludvík I.          | 1289–1316        | 1305–1316            | Filip IV. Francouzský Johana I. | jako Ludvík X. také král francouzský (1314–1316) a hrabě ze Champagne (1305–1316) |
|         | Jan I. Francouzský | 1316–1316        | 1316–1316            | Ludvík I. Klemencie Uherská     | králem pouze pět dnů                                                              |
|         | Filip II.          | 1293–1322        | 1318–1322            | Filip IV. Francouzský Johana I. | jako Filip V. také král francouzský (1316–1322)                                   |
|         | Karel I.           | 1295–1328        | 1322–1328            | Filip IV. Francouzský Johana I. | jako Karel IV. také král francouzský (1322–1328)                                  |
|         | Johana II.         | 1311–1349        | 1328–1349            | Ludvík I. Markéta Burgundská    | také hraběnka ze Champagne (1316–1335), II. manžel Filip z Évreux                 |

## Dynastie Évreux
| Portrét | Jméno              | Narození – úmrtí | Období vlády od – do | Rodiče                              | Poznámky                        |
| ------- | ------------------ | ---------------- | -------------------- | ----------------------------------- | ------------------------------- |
|         | Filip III.z Évreux | 1301–1343        | 1328–1343            | Ludvík z Évreux Markéta z Artois    | také hrabě z Évreux (1319–1343) |
|         | Karel II. Zlý      | 1332–1387        | 1349–1387            | Filip z Évreux Johana II. Navarrská | také hrabě z Évreux (1343–1387) |
|         | Karel III. Dobrý   | 1361–1425        | 1387–1425            | Karel II. Zlý Johana Francouzská    | také hrabě z Évreux             |
|         | Blanka             | 1385–1441        | 1425–1441            | Karel III. Dobrý Eleonora Kastilská | II. manžel Jan II. Aragonský    |

## DynastieTrastámara
| Portrét | Jméno               | Narození – úmrtí | Období vlády od – do | Rodiče                                    | Poznámky                                                                          |
| ------- | ------------------- | ---------------- | -------------------- | ----------------------------------------- | --------------------------------------------------------------------------------- |
|         | Jan I. Navarrský    | asi 1397 – 1479  | 1425–1479            | Ferdinand I. Aragonský Eleonora Kastilská | jako Jan II. také král Aragonie (1458–1479)                                       |
|         | Karel IV. Navarrský | 1421–1461        | 1441–1446            | Jan II. Aragonský Blanka Navarrská        |                                                                                   |
|         | Eleonora            | 1425–1479        | 1479–1479            | Jan II. Aragonský Blanka Navarrská        | také hraběnka z Viana, královnou pouhé tři týdny (otec uzurpoval královský titul) |

## DynastieFoix-Grailly
| Portrét | Jméno                  | Narození – úmrtí | Období vlády od – do | Rodiče                                       | Poznámky                                             |
| ------- | ---------------------- | ---------------- | -------------------- | -------------------------------------------- | ---------------------------------------------------- |
|         | František I. Navarrský | 1466–1483        | 1479–1483            | Gaston V. z Foix Magdaléna Francouzská       | také hrabě z Foix (1472–1483) vnuk královny Eleonory |
|         | Kateřina Navarrská     | 1470–1517        | 1483–1517            | Gaston V. z Foix Magdaléna Francouzská       | také hraběnka z Foix, manžel Jan d'Albret            |
|         | Jan III. Navarrský     | 1469–1516        | 1484–1516            | Alan d'Albret Františka ze Châtillon-Limoges | vládl s manželkou Kateřinou                          |

## Dolní Navarra

### RodAlbretovců
| Portrét | Jméno        | Narození – úmrtí | Období vlády od – do | Rodiče                                     | Poznámky                         |
| ------- | ------------ | ---------------- | -------------------- | ------------------------------------------ | -------------------------------- |
|         | Jindřich II. | 1503–1555        | 1518–1555            | Jan d'Albret Kateřina Navarrská            | také hrabě z Foix (1518–1555)    |
|         | Johana III.  | 1528–1572        | 1555–1572            | Jindřich II. Navarrský Markéta z Angoulême | také hraběnka z Foix (1555–1572) |

### Bourbonská dynastie
| Portrét | Jméno         | Narození – úmrtí | Období vlády od – do | Rodiče                                           | Poznámky                                                   |
| ------- | ------------- | ---------------- | -------------------- | ------------------------------------------------ | ---------------------------------------------------------- |
|         | Jindřich III. | 1553–1610        | 1572–1610            | Antonín Bourbonský Johana III. Navarrská         | v letech 1589–1610 jako Jindřich IV. také francouzský král |
|         | Ludvík II.    | 1601–1643        | 1610–1643            | Jindřich III. Navarrský Marie Medicejská         | v letech 1610–1643 jako Ludvík XIII. také francouzský král |
|         | Ludvík III.   | 1638–1715        | 1643–1715            | Ludvík II. Anna Rakouská                         | v letech 1643–1715 jako Ludvík XIV. také francouzský král  |
|         | Ludvík IV.    | 1710–1774        | 1715–1774            | Ludvik Bourbonský Marie Adéla Savojská           | v letech 1715–1774 jako Ludvík XV. také francouzský král   |
|         | Ludvík V.     | 1754–1793        | 1774–1792            | Ludvík Bourbonský (1729–1765) Marie Josefa Saská | v letech 1774–1792 jako Ludvík XVI. také francouzský král  |
|         | Ludvík VI.    | 1785–1795        | 1793–1795            | Ludvík V. Marie Antoinetta                       | v letech 1793–1795 jako Ludvík XVII. také francouzský král |

## Horní Navarra

### DynastieTrastámara
| Portrét | Jméno        | Narození – úmrtí | Období vlády od – do | Rodiče                          | Poznámky                                                          |
| ------- | ------------ | ---------------- | -------------------- | ------------------------------- | ----------------------------------------------------------------- |
|         | Ferdinand I. | 1452–1516        | 1513–1516            | Jan II. Aragonský Jana Enríquez | také král aragonský, sicilský, mallorský, valencijský a neapolský |

### Habsburská dynastie
| Portrét | Jméno     | Narození – úmrtí | Období vlády od – do | Rodiče                            | Poznámky                                                                                 |
| ------- | --------- | ---------------- | -------------------- | --------------------------------- | ---------------------------------------------------------------------------------------- |
|         | Karel IV. | 1500–1558        | 1516–1556            | Filip I. Sličný Jana I. Kastilská | také král kastilský, aragonský, španělský, neapolský, sicilský a císař Svaté říše římské |

## Rodokmen
Rodokmen zahrnuje oba možné nárokovatele zaniklého trůnu, Karla, vévodu z Kalábrie a Ludvíka Alfonse, vévodu z Anjou.